# Classe La Fayette
Le fregate missilistiche della classe La Fayette, originariamente designata FL-3000 (Frégate Légère 3000 tonnes), sono navi dall'aspetto particolarmente moderno, in servizio con la Marine Nationale, la Marina militare francese, e con varie modifiche, anche in diverse flotte estere.
Hanno fatto scuola per i progetti di nuova generazione, in quanto rappresentano lo stato dell'arte di nave stealth, ovvero caratterizzata da una bassa osservabilità elettromagnetica ed acustica, che tramite apposite tecniche, permette di ridurre la segnatura di queste navi da 3.000 tonnellate in maniera considerevole, rendendo difficile la corretta esecuzione della sequenza localizzazione-identificazione-attacco da parte di forze ostili.
L'armamento è costituito da un cannone da 100 mm in torretta speciale stealth, lanciamissili Exocet MM.40 e Crotale SAM, un elicottero e due cannoni da 20 mm. Per il futuro sono previsti i missili Aster e l'elicottero NH90. Non sono presenti, anche se ve ne sono le predisposizioni, armi e sensori ASW.
Cinque unità di questa famiglia sono state realizzate per la Francia, 6 per Taiwan, 3 per la marina saudita e 6 per quella di Singapore. Le navi esportate sono caratterizzate da molte differenze nell'equipaggiamento, generalmente tali da incrementarne le capacità operative.

## Genesi del progetto
Durante gli anni ottanta, la Marine Nationale avviò lo studio di una nuova generazione di navi classificate come «fregate a bassa intensità» e pensate per operare in scenari del tutto diversi da quelli tipici delle flotte nell'epoca della guerra fredda.
Spesso le missioni richieste alle unità francesi erano in zone del mondo lontane dalla madrepatria in scenari dove non esisteva un elevato livello di minaccia convenzionale come nel teatro europeo-nordatlantico, ove la NATO fronteggiava direttamente il Patto di Varsavia. Nonostante la disponibilità di navi di tipo Avisos come quelle della classe A 69, assimilabili alle corvette come tonnellaggio e capacità operativa, spesso la marina francese doveva far operare navi di maggiore dislocamento e potenza nelle aree di crisi.
L'impiego di navi da combattimento convenzionali in tali missioni a lunga autonomia comportava un notevole spreco di risorse se si usavano navi con un pesante equipaggiamento di armi e sensori per la guerra convenzionale, e con un tipo di motorizzazione di elevata potenza, che comportava tuttavia costi elevati e ridotta autonomia.
Così vennero ideate navi specializzate di nuova generazione, che per un impiego ottimale vennero ripartite in due tipologie, una di basso livello e una di medio (se comparate alle navi da guerra convenzionali).
In Italia simili principi portarono a soluzioni paragonabili: la classe Cassiopea di pattugliatori (4 unità) e la classe Minerva di corvette (8), realizzate con standard rispettivamente mercantili e militari. Le navi italiane si limitavano al livello di corvetta/pattugliatore d'altura (1.300 tonnellate) perché intese per il Mediterraneo, in prossimità del territorio nazionale. In seguito sono arrivate altre classi paragonabili come la classe Comandanti, che hanno costituito le principali novità della marina italiana dagli anni novanta in poi.
Ma per la Marine Nationale la necessità di gestire interessi e possedimenti molto lontani dalle acque metropolitane non poteva essere soddisfatta da navi di modesto dislocamento, e così si giunse ad un progetto di circa 3.000 tonnellate, al livello quindi di una fregata missilistica.
L'elevato dislocamento ha consentito di ottenere sia un armamento pesante, come per la classe Minerva italiana, che la predisposizione per trasportare elicotteri, come sui classe Cassiopea italiani, oltre ad adeguate doti di autonomia e tenuta al mare.

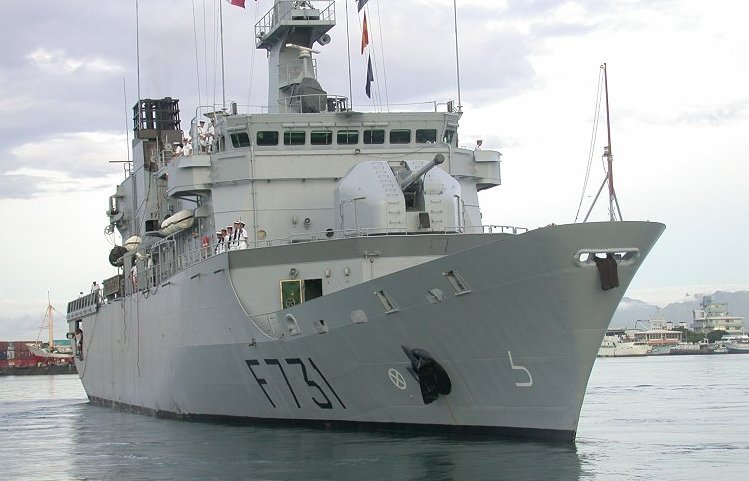
La Prairial (F 731), capoclasse delle Floréal, nonostante sia praticamente coeva delle La Fayette, ha una struttura che non pone alcuna cura nella riduzione delle segnature radar, motivo per cui le sue linee sono molto meno pulite ed eleganti dell'altra classe

Delle due classi di unità progettate, la Floréal è stata realizzata con criteri da nave mercantile, armamento antinave composto da un cannone da 100mm e 2 o 4 missili antinave Exocet MM38, due mitragliere da 20mm ed elicottero imbarcato, modesta elettronica e senza un vero sistema di combattimento integrato.
Destinate alla protezione delle "Zone di Interesse Economico Esclusivo" (EEZ), le navi di questo tipo sono state realizzate per operare nei possedimenti francesi più lontani, vicino alle Antille, Polinesia e Nuova Caledonia, ove non vi è la probabilità di incontrare minacce significative. La loro velocità di 20 nodi (a carena pulita) è limitata da un sistema propulsivo privo di sufficiente potenza, sacrificata all'autonomia e all'affidabilità. Anche la lotta contro i veloci battelli pirata può essere problematica, comportando più un affidamento maggiore sull'elicottero di bordo che sulle doti nautiche.
A tutti gli effetti, pur essendo navi più grandi, con missioni oceaniche, le Floréal sono paragonabili alle Cassiopea costituendo un interessante caso di evoluzione parallela.
La fascia più "alta", per navi con maggiori capacità di combattimento, è ricoperta dalla classe La Fayette, realizzata dal costruttore francese DCN, per operare in teatri più complessi, come Gibuti e altre zone dell'Oceano Indiano.
Le specifiche che ne hanno guidato la realizzazione riguardavano la possibilità di operare per la difesa delle EEZ, ma anche come parte di gruppi navali e in operazioni di intelligence. Pur non specificando nel dettaglio le dotazioni richieste, una certa maggiore capacità rispetto ai ruoli tipici delle navi coloniali era certamente ben vista, perché altri programmi navali avevano subito pesanti ridimensionamenti, portando ad una crisi nell'organico della flotta. In particolare, delle 20 navi pianificate della classe C.70, in sottoclassi ASW e antiaeree, ne vennero realizzate rispettivamente soltanto 7 (classe Leygues) e 2 (classe Cassard).
La realizzazione della nuova classe di fregate leggere ebbe presto una piega innovativa, ma basata sugli studi dei cantieri DCN nelle tecnologie della nuova frontiera: la stealthiness (furtività).
Così, durante gli anni ottanta venne rimaneggiato il progetto per incorporare le nuove soluzioni tecniche e alla fine del decennio, dopo diversi anni di sviluppo, si passò alla realizzazione materiale.
La prima nave venne varata nel 1992 dopo due anni dall'impostazione, dunque già in epoca successiva alla guerra fredda. I cantieri di Lorient la consegnarono già nel 1993 per le prove in mare, il 15 aprile di quell'anno.
Mentre i test del sistema di combattimento ebbero luogo nel 1994, l'introduzione in servizio operativo ebbe tempi assai più lunghi della media, con la piena operatività ottenuta solo nel marzo 1996. Questo è stato dovuto alla necessità di provare la nuova nave in molteplici condizioni operative, conducendo sofisticati esperimenti di resistenza strutturale, osservabilità ecc. In ogni caso, gli esiti furono favorevoli e la nuova classe si è rapidamente dimostrata un progetto di successo.

## LaStealthiness
Il concetto di "bassa osservabilità" è stato introdotto tra le tecnologie ad uso militare, da quando queste hanno iniziato ad ispirarsi al mimetismo esistente in natura. L'invenzione dei radar, però, portò inizialmente a teorizzare che nessun oggetto potesse sfuggire alle capacità di rilevamento di questo dispositivo.
Nel tempo ci si accorse che anche questi nuovi apparati erano ingannabili con le tecniche dette di guerra elettronica, cercando il mascheramento del terreno o della curvatura terrestre. Inoltre, era sempre ben presente il concetto che ciò che i radar individuano è il segnale che rimbalza dall'oggetto illuminato come nel caso dell'eco e il rimbalzo è influenzato anche dalla forma dell'oggetto. Lavorando perciò sulla forma dei sistemi d'arma, si cercò di ridurre il segnale di ritorno con superfici opportunamente inclinate. Nello stesso tempo, vennero messi a punto materiali radar-assorbenti, chiamati RAM (Radar Absorbent Material), in grado di "catturare" parte dell'energia che li colpisce. Utilizzando questi accorgimenti, si arrivò a progettare aerei con gradi sempre più elevati di stealthiness ai radar.

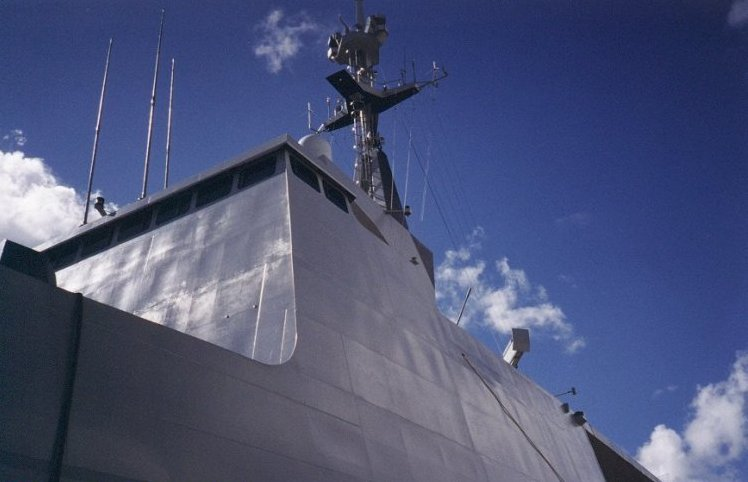
La fiancata della fregata Aconit. Data l'angolazione della ripresa, la struttura della fiancata rende un'errata impressione di verticalità, mentre è sensibilmente inclinata.

Anche per le navi vennero sviluppate soluzioni simili sebbene furono commentate, come per gli aerei, inizialmente in maniera controversa da alcuni analisti, i quali espressero dubbi sull'opportunità di implementare queste soluzioni a fronte dell'aumento dei costi.
È pur vero che la reale efficacia di queste tecnologie è un geloso segreto militare ed inizialmente è stato possibile limitarsi solo ad ipotesi per le valutazioni.
I principi da adottare risultarono comunque simili a quelli degli aerei e venne fatto ogni sforzo per progettare le parti in modo che potessero riflettere le onde radar in una direzione diversa da quella di provenienza, oltre all'uso di materiali RAM, con il vantaggio di non avere le stesse limitazioni di peso delle applicazioni aeronautiche.
Le modalità costruttive sono state progressivamente rese più sofisticate e, grazie alle tecniche di progettazione CAD (progettazione tramite computer) e alle esperienze maturate, è stato possibile migliorare i risultati, diminuendo molte delle obiezioni e scetticismi iniziali.
Un discorso a parte vale per le altre "emissioni" o caratteristiche indesiderate del mezzo (emissioni termiche, sonore, intensità e direzione del campo magnetico associato). Anche per queste sono state messe a punto soluzioni volte a contenere le probabilità di rilevazione, come l'utilizzo di ammortizzatori di gomma sotto i macchinari, raffreddamento degli scarichi con acqua marina, ricorso a materiali speciali, tecnologie di riduzione 'attiva' delle vibrazioni o della segnatura magnetica e altre. In ogni caso, alla loro apparizione le La Fayette rappresentavano uno degli esempi più evoluti della bassa osservabilità applicata all'ingegneria navale.

## Progetto

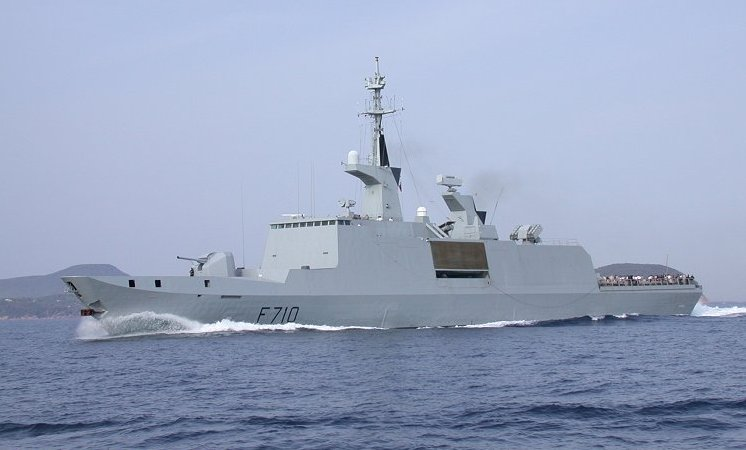
La nave capoclasse nel 2002. Il sistema Crotale originario era ancora a bordo

Le navi della classe La Fayette colpiscono visivamente per la struttura moderna e avveniristica data dalle loro linee pulite e assai semplici, accentuate dalla colorazione chiara che le caratterizza, almeno in tempo di pace. Di fatto, il loro progetto stealth, ha segnato una differenza generazionale rispetto alle unità missilistiche squadrate e alquanto sgraziate, che sono apparse nei decenni precedenti.
La forma dello scafo e delle sovrastrutture è stata ideata per l'ottimale riduzione della segnatura radar, che si stima sia stata decurtata dell'ordine del 60%, riducendo la traccia a meno della metà di una nave di pari dislocamento, e quindi diminuendo la portata tipica dei sensori di scoperta.
Per ottenere questo risultato, lo scafo ha le fiancate con un'inclinazione assai marcata verso il basso, per riflettere le onde radar verso il mare piuttosto che verso i sensori di osservazione, specialmente aerei. Gli angoli retti, come anche le superfici verticali e gli spigoli arrotondati, sono stati evitati per quanto possibile.
Le strutture esterne al blocco principale sono state considerevolmente ridotte, per non causare facili aumenti dell'eco radar. I corrimano laterali sono stati aboliti ovunque sul ponte principale e le sovrastrutture, le lance di bordo sono state sistemate sotto una copertura metallica, il ponte prodiero, con tutte le attrezzature di ormeggio è stato coperto da un ponte aggiuntivo. Le sovrastrutture, ove possibile, hanno adottato anche coperture in materiali sintetici GRP e materiali radar-assorbenti.
Tutto questo ha reso la sezione radar equivalente, in inglese Radar Cross Section (RCS), paragonabile a quella di un grosso motopeschereccio, cosa che dà intuibili vantaggi se la nave opera in un ambiente frequentato da imbarcazioni civili, permettendo la sorpresa e la dissimulazione, oltre che una certa capacità di dissuasione. Per esempio, se un'imbarcazione pirata si avvicinasse a quello che al radar sembra un piccolo mercantile, non avrebbe la sicurezza di non imbattersi, piuttosto, in una La Fayette.
Anche una minaccia militare di elevato livello potrebbe trovare difficile distinguere tra una di queste navi e il traffico mercantile di piccolo cabotaggio.
In caso di attacchi diretti, la natura stealth di una nave come le La Fayette consente di ridurre la probabilità che le armi antinave arrivino sul bersaglio. L'occhio elettronico di un missile antinave, ovvero il suo radar di ricerca, vede la nave come una serie di riflettori radar, puntando al centro della sagoma risultante. Se questi echi di ritorno possono essere distorti oppure ridotti, i sistemi ECM di autodifesa risultano maggiormente efficaci, e il missile può fallire l'attacco anche se è dotato di sofisticate capacità di autoguida sui disturbi (ovvero, si orienta sulla fonte di disturbo come un radiofaro). Con una nave dalla ridotta RCS non è detto che debbano essere usati potenti sistemi di disturbo per ottenere questo risultato. Invece potrebbe essere usata una nube di chaff oppure piccoli disturbatori lanciabili fuoribordo o dei falsi bersagli, detti decoy, più sofisticati. Questi, realizzati con varie tecniche, sono in grado di volare o galleggiare nelle vicinanze dell'obiettivo da proteggere, confondendo i sensori nemici.
Per quello che riguarda la segnatura in altri campi oltre a quello radar, la nave ha anche una bassa segnatura termica, grazie all'adozione di motori diesel, oltretutto poco potenti, e un sistema di dissipazione del calore per l'apparato motore, senza il fumaiolo classico sostituito da 2 più piccoli, sistemati nella parte posteriore di ciascuna delle alberature. I tubi di scarico sono raffreddati e seguono un lungo percorso prima di uscire dalla nave, per cui hanno il tempo di dissipare molto calore. I climi relativamente caldi in cui queste navi operano sono certo d'aiuto: con una temperatura ambientale elevata (esempio, +30 gradi, piuttosto che +10 del teatro europeo, o -10 dei mari settentrionali), il contrasto termico tra l'ambiente e i gas di scarico raffreddati è quasi nullo.
La segnatura magnetica è ridotta dalla presenza di una cintura di demagnetizzazione (degaussing), mentre in termini di segnatura acustica, vi sono accorgimenti più o meno semplici: i macchinari sono montati su supporti elastici per trasmettere il minimo di vibrazioni allo scafo, gli attacchi delle tubazioni sono fissati con guarnizioni gommate, ed esiste il sistema canadese Prairie Masker, che consiste nella generazione di una scia di bollicine sotto lo scafo, che riduce sia il rumore irradiato, che l'efficacia dei sonar attivi nemici (ovviamente riduce anche quella di eventuali sonar a scafo della nave, qui non presenti).
In termini di scoperta ottica convenzionale nessuno di questi accorgimenti ha peraltro una qualche utilità. La nave è facilmente avvistabile ed identificabile nella sua colorazione chiara con un caratteristico profilo, vagamente simile a quello di un traghetto passeggeri. Ma l'epoca degli avvistamenti diretti con i binocoli ha ceduto da tempo il campo a quella dei sensori a lungo raggio elettronici o elettroacustici, e in ogni caso non si potrebbe fare nulla di concreto per ridurre le dimensioni fisiche della nave. In caso di guerra le navi dovrebbero essere ridipinte in colori mimetici rispetto ai colori chiari standard, che ne esaltano le forme pulite e le sovrastrutture imponenti. Ma le durate dei conflitti moderni sono spesso troppo ridotte per permettere alle navi di essere modificate in merito, o semplicemente la cosa non è considerata realmente importante. In ogni caso, l'episodio del cacciatorpediniere Cole del 2000 dimostra come anche le navi più moderne sono vulnerabili a minacce asimmetriche basate su tecnologie di basso livello.
In definitiva, le navi di questo tipo contano, per sopravvivere in ambiente ostile, soprattutto sulla capacità di passare inosservate, oppure di ingannare l'avversario, o nel peggiore dei casi, di distruggere gli attaccanti. Se tutto ciò risultasse vano, è stata presa in considerazione anche la possibilità di sopravvivere ai danni.
Le sovrastrutture sono in lega leggera e vetroresina, per cui consentono risparmi in peso ma non un'ottimale resistenza agli incendi. Nondimeno, esistono corazze di Kevlar in zone vitali della nave in funzione antischegge, il sistema di controllo informatizzato è duplicato e vi sono predisposizioni antincendio e contro il pericolo delle armi biologiche, chimiche o nucleari, il tutto per rendere la nave meglio capace di sopravvivere. Lo scafo dispone anche di compartimenti stagni, ricavati tra i moduli funzionali installati a bordo.

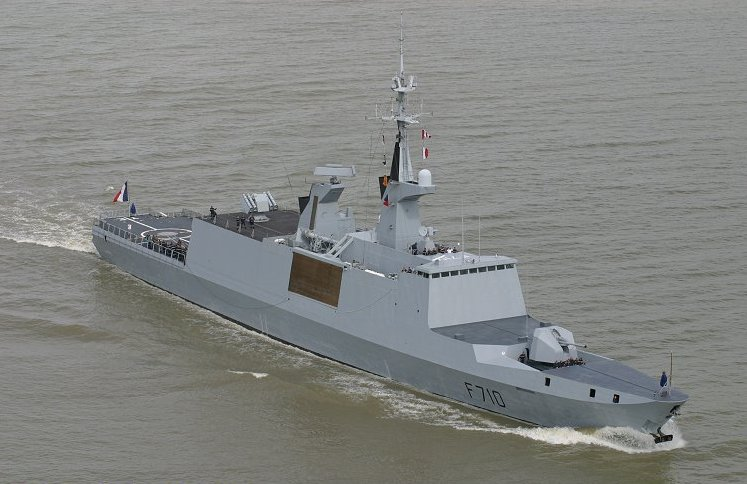
La sagoma de La Fayette, ripresa integralmente in questa foto aerea, possiede linee tanto semplici e pulite, che esse possono creare l'impressione che si tratti di un modellino piuttosto che di una grande nave operativa.

La costruzione di questa classe di fregate, a parte l'indirizzo generale alla bassa osservabilità che l'ha plasmata, si riassume in questi elementi:
- Anzitutto, la nave è stata costruita con una struttura interna modulare[4], realizzata con un sistema chiamato PHP. Si tratta di 11 moduli prefabbricati, che sono poi consegnati, già totalmente equipaggiati, al cantiere per l'assemblaggio finale entro lo scafo. Questo permette di avere una rapida costruzione e facilità sia di controllo danni che di aggiornamento tecnico, e rappresenta una riedizione di quanto fatto già con alcune classi di navi del periodo bellico, ma poi caduta in disuso. Questo sistema, da solo, rappresenta già un'innovazione notevole, e rende possibile la realizzazione di una fregata in meno di 2 anni dall'impostazione[5].
- Lo scafo ha un pronunciato angolo a prua, con un corto castello che confluisce nelle sovrastrutture senza soluzione di continuità. Le fiancate hanno inclinazione negativa di 10 gradi. La poppa è a specchio, con svasature laterali. L'ancora, unica, è sistemata esattamente sul profilo prodiero, in cui è incassata quasi totalmente. Il ponte con le attrezzature di manovra, come gli ormeggi, è stato ricoperto da un falso ponte di coperta, che scherma i vari attrezzi dalle attenzioni dei radar e dà un'impressione vagamente di prua 'a sommergibile' delle navi.
- Le sovrastrutture sono in un unico blocco, senza alcuna discontinuità con lo scafo (murata unica), mentre l'inclinazione cambia diventando leggermente positiva. Davanti ad esse vi è un ponte rialzato, senza nessuna funzione evidente se non quella di consentire l'installazione di eventuali armamenti aggiuntivi. La plancia è appena sopraelevata rispetto al resto del blocco, in cui è totalmente integrata. Le lance sono al centro della nave in grandi alloggiamenti coperti da una paratia metallica. L'hangar è sistemato nel settore poppiero, contiguo con il ponte di volo. I lanciamissili sono pure installati sul blocco di sovrastrutture e l'hangar.
- Le alberature sono due, la principale ha una struttura piramidale con fumaiolo integrato (tipologia chiamata "mack"), che sostiene principalmente l'antenna del sistema satellitare Syracuse, mentre la secondaria, anch'essa con fumaiolo integrato, è tronco-piramidale e supporta il radar principale.

### Altre caratteristiche
Il progetto delle La Fayette, come tutte le navi di moderna concezione, ha una gestione della piattaforma con apparati di comando e controllo computerizzati, il locale macchine è controllato a distanza da un'apposita centrale, come anche i generatori elettrici e altre attrezzature ausiliarie.
I sistemi di controllo danni, essenziali per una nave che ha un equipaggio ridotto, sono assicurati da una suddivisione dell'unità in 3 parti, ciascuna con una centrale di controllo autonoma, a loro volta controllata da un centro unico sistemato vicino alla centrale operativa di combattimento (COC), in maniera da avere un'architettura che assicuri un controllo centralizzato ma se necessario lasci i singoli settori autonomi, per le emergenze più gravi.
L'apparato di stabilizzazione automatica rende possibile operare con gli elicotteri con mare fino a forza 5-6, grazie ad un impianto computerizzato che agisce sulle alette antirollio e sui 2 timoni semi-compensati. Esso è lo stesso apparato della molto più grande Charles de Gaulle, la nuova portaerei nucleare francese.
La protezione NBC, infine, è garantita da un sistema di pressurizzazione apposito per tutta la "cittadella", ovvero i locali destinati all'equipaggio, con una sovrappressione di 5 millibar, mentre sistemi di decontaminazione e tute speciali sono presenti agli ingressi per il personale in entrata.

### Apparato motore
Queste navi sono equipaggiate con un tipo di motore che ha dovuto essere pensato rispetto al tipo di missione, non strettamente convenzionale, previsto.
Dopo aver valutato altre possibilità con maggiore potenza, è stato adottato un sistema tutto-diesel, ovvero un CODAD (COmbinato, Diesel di potenza e Diesel di crociera), basato su 4 motori PA 76STC da 5000 hp a 12 cilindri. Seguendo la filosofia di altri illustri predecessori, come le Panzerschiffe tedesche, è stato scelto un sistema propulsivo che è molto economico e consente grande raggio operativo, ma non ha un rapporto potenza-peso sufficiente per consentire andature elevate, anche perché si è voluta la versione meno potente di tale famiglia di propulsori. La versione con 20 cilindri è stata adottata per le fregate canadesi Halifax, che raggiungono quasi i 30 nodi.
La disposizione vede una coppia di motori per ciascun asse, calettati con un'elica a passo variabile. Essi hanno un sistema STC, costituito da 2 turbocompressori che entrano in funzione in sequenza, a seconda se la potenza supera il 50% nominale, conseguendo una buona economia di esercizio, anche perché in crociera funziona solo un motore, mentre l'altro viene connesso in caso di necessità.
Nonostante la modernità dei motori la nave ha una potenza motrice ridotta e quindi una velocità limitata, con un massimo di 25 nodi, circa 15 in crociera.
D'altro canto i vantaggi di questa scelta sono considerevoli: l'autonomia arriva, tenendo i 12 nodi, a 9000 miglia, mentre la traccia infrarossa è molto contenuta e semplice da mascherare rispetto alle navi con turbine. Anche la manutenzione è facile da eseguire, come elevata è l'affidabilità complessiva. La riserva di carburante necessaria per la navigazione a lunga autonomia arriva a un totale di oltre 300 tonnellate, elevato ma non eccezionale.
Se i motori delle La Fayette non consentono velocità di punta elevate, bisogna dire che queste sono oramai un ricordo del passato per quasi tutte le classi di navi militari: studi della Royal Navy hanno evidenziato che le navi militari tengono velocità di oltre 30 nodi solo per l'1% del tempo. Per quanto le eccezioni siano importanti, non lo sono in maniera tale da rendere inutile una nave meno veloce di questi valori di punta.
La velocità delle navi francesi è, nei trasferimenti, di 15-20 nodi, come le navi capaci di "30 nodi", per cui quello che rende realmente differente questo apparato motore è, principalmente, la capacità di operare per tempo prolungato senza rifornimento, come è stato inteso in sede di progetto.
Le missioni "fuori area" hanno richiesto che la nave fosse capace di operare in mare per 50 giorni consecutivi, e questo non riguarda solo l'autonomia teorica. I magazzini delle fregate portano pezzi di ricambio calcolati per 6 mesi o 2000 ore di movimento in mare, mentre per gli impianti elettrici esistono anche 3 generatori diesel alternatori da 1000 hp l'uno che permettono di fornire energia anche con i motori principali spenti.
Anche dal punto di vista dell'equipaggio la richiesta della "lunga autonomia" ha comportato l'assegnazione di spazi e volumi elevati in rapporto al numero, assai ridotto, degli uomini imbarcati, che hanno alloggi relativamente comodi e un certo comfort, grazie anche all'impianto di climatizzazione. Questo spazio extra torna utile anche per l'imbarco di contingenti di truppe o profughi.

### Elettronica di bordo
Quello che colpisce nella dotazione dei sistemi di bordo, è la mancanza del sonar, elemento fondamentale di ogni nave da guerra (nonché di molti pescherecci) da 60 anni a questa parte. Ma si deve considerare che le La Fayette hanno compiti nominalmente di seconda linea, in opposizione ad avversari di basso livello oppure in congiunzione con forze navali costituite da navi con dotazioni più complete.
Il sensore principale è il radar Thomson-CSF DRVB-15, attualmente noto anche come "Tiger", per la scoperta aerea e di superficie.
Esso è un apparato in banda S di tipo leggero, con un'antenna rettangolare a scansione meccanica in direzione e elettronica sulla quota, che comporta una massa di 750 kg rotante a 15 o 30 giri al minuto. È sistemato sull'albero poppiero, con il compito di scoperta aerea tridimensionale con un canale dedicato alla scoperta di aerei e missili e uno per le navi di superficie. Le modalità usate sono 4, 3 delle quali con filtri digitali FFT. Esso ha caratteristiche relativamente moderne, agilità di frequenza, compressione degli impulsi e buona resistenza alle ECM. La portata massima nominale è di 110 km contro un caccia, ma un missile con RCS di 0,1 m² può essere scoperto fino alla massima distanza concessa dalla curvatura della superficie terrestre, 35 km 0,1 m² è la tipica RCS di un missile antinave.
Gli apparati di scoperta comprendono anche un avanzato sistema di scoperta aerea e terrestre Vampir, della SAT/CSEE. VAMPIR significa Veille-Air-Mer-Panoramique-Infra Rouge, sistema di ricerca e scoperta all'infrarosso panoramico, con un sensore rotante similmente ad un radar. Si è detto che questo sistema possa scoprire un missile antinave oltre l'orizzonte visibile, vedendo la colonna calda dei gas di scarico del motore. Questo probabilmente è vero essenzialmente in caso di missili con motore a razzo, ma certamente anche un aereo offre a sua volta un valido bersaglio.
I sensori elettronici sono rappresentati anche da sistemi di analisi dei segnali radio e radar, per raccolta di informazioni o autodifesa. Per questi delicati compiti vi sono 2 sistemi: l'ARBR-21 di intercettazione e analisi radar, e il sistema di intercettazione radio SAIGON, i migliori prodotti francesi del settore.
Se la capacità di effettuare le proprie missioni e di sopravvivere ad azioni offensive dipende dalla dotazione degli apparati di scoperta, in caso di attacchi diretti entrano in gioco quelli legati ai sistemi d'arma e all'inganno.
I sistemi per il tiro sono 2: uno è un CASTOR TSR-3000, complesso dato da un radar con antenna parabolica e, come oramai di consuetudine, apparati ottici (TV, telemetri laser) asserviti sulla stessa linea di mira. Si trova sopra la plancia e serve il cannone, con portata è di circa 15 km. Un secondo complesso radar-ottico si trova sull'impianto lanciamissili Crotale.
Esistono infine 2 Decca 1226, uno per la navigazione/scoperta di superficie, l'altro dedito alla guida dell'elicottero essendo in grado di scoprire velivoli lenti a bassa quota, caratteristica comune ai radar di navigazione, anche civili.
La difesa viene svolta con sistemi come i 2 DAGAIE Mk 2, lanciarazzi con 10 canne - orientabili ma con elevazione fissa -, dal notevole calibro di 330 mm con razzi per chaff (LEM), bengala IR (LIR), e di altri tipi noti come REM, per ruoli di "confusione". Il sistema DAGAIE, adottato da almeno 17 nazioni, è presente anche sui cacciatorpediniere classe Durand De La Penne, al posto dei soliti sistemi italiani, gli SCLAR. Per reagire rapidamente alle minacce, i DAGAIE sono interfacciati con il sistema di comando della nave, ma nel caso delle La Fayette non sono presenti anche i disturbatori ECM attivi, per l'auto-difesa, spesso utilizzati in coordinazione.
Infine sono presenti anche numerosi sistemi di comunicazione, di vario genere tra cui radio VHF, datalink, comunicazioni satellitari SYRACUSE.
Per coordinare al meglio tutti questi sistemi vi è il SENIT-7, apparato di controllo e comando C3, basato su computer Motorola a 32 bit, interfacciati in una LAN (Local Area Network) di tipo Ethernet e consolle multifunzionali. Per l'esportazione il sistema è conosciuto come TACIVAC 2000, e rappresenta, con alcune decine di sistemi ordinati, l'apparato più diffuso e avanzato offerto dall'industria francese del settore. La nave ha una duplice LAN, per motivi di ridondanza in caso di danni o guasti. Si tratta di un sistema di tipo distribuito, che conta sulla miniaturizzazione dei calcolatori in modo da non subire un blocco totale in caso di danni o guasti, ma in ogni caso la centrale di combattimento è il cuore del sistema.

### Armamento

#### Artiglieria

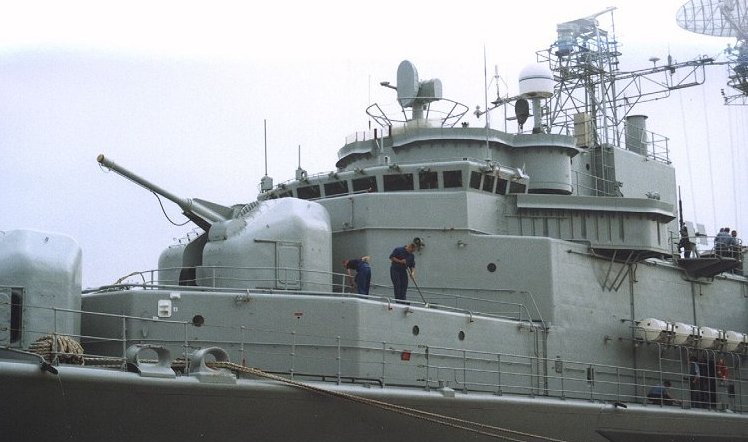
il cannone francese standard, il Compact da 100 mm qui è ritratto a bordo della fregata Tourville, appartenente ad un tipo precedente di nave. Esso, nel modello CADAM con copertura stealth, è presente anche su La Fayette

L'arma di "ordinanza", il cannone di prua, è il Compact della Creusot-Loire, calibro 100/55 mm e modello CADAM, con cadenza di tiro portata dal già notevole valore di 60 colpi/min ad 80 colpi/min, che corrisponde all'equivalente di altri sistemi di ultima generazione, come il 76 mm Super Rapido della OTO Melara, grosso modo coevo. Naturalmente le munizioni sono di peso molto maggiore, 13 kg contro 6,3 kg, mentre la gittata non è molto diversa.
Il 100 mm è considerato da molti il minimo calibro pratico per un'efficace azione di bombardamento costiero e antisuperficie, specie contro bersagli resistenti. Interessante osservare che le artiglierie divisionali sono passate nel tempo dal 75, al 105 e infine al 155 mm (granata di 6, 15 e 43 kg rispettivamente), ma per una nave di medio dislocamento e le esigenze multiruolo date dalla lotta antiaerea (cadenza di tiro) il 155 è troppo pesante.

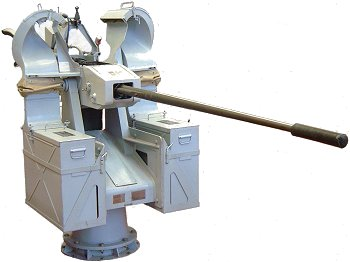
Cannone F2 da 20 mm, arma da difesa ravvicinata sulle navi della classe. Si notino i 2 caricatori laterali, che contengono nastri di munizioni

La versione installata sulle La Fayette non è solo caratterizzata dalla maggiore efficienza meccanica, ma anche dalla copertura della torre, studiata anch'essa con forme e materiali stealth, onde non compromettere la traccia radar della nave.
Riassumendo, le caratteristiche principali del cannone sono:
- Canna: 100 mm e lunghezza di 55 calibri
- Peso: 17 t, munizione: 13 kg
- Cadenza tiro: 80 colpi/min
- Velocità alzo/brandeggio: 30 e 40 gradi/s
- Radar di tiro: sì
- Copertura stealth: sì

Un paio di cannoni da 20 mm F2 sono pure presenti in installazioni singole, per la difesa ravvicinata contro minacce generiche.

#### Missili
Questi costituiscono la componente offensiva e difensiva maggiore. L'arma standard superficie-superficie è l'MM.40 Exocet, versione avanzata del noto missile antinave francese, con un motore a razzo di maggiore durata di funzionamento, aumentando il raggio da 42 a 65 km.
L'elettronica è pure migliorata, con una maggiore resistenza alle ECM e maggiore flessibilità di programmazione con attacchi multipli, simultanei, e profili di volo differenti. Con una scelta in parte discutibile, i lanciatori per i missili sono posti sulla sommità delle alte sovrastrutture poppiere, mettendo a dura prova la stabilità della nave.
Caratteristiche operative principali:
- Prestazioni: gittata 65 km, velocità Mach 0,9 a 10 m di quota
- Peso testata: 165 kg
- Attacco: a volo radente sul mare o in picchiata, con radar di ricerca attivo nel muso, radar altimetro e computer tattico di bordo

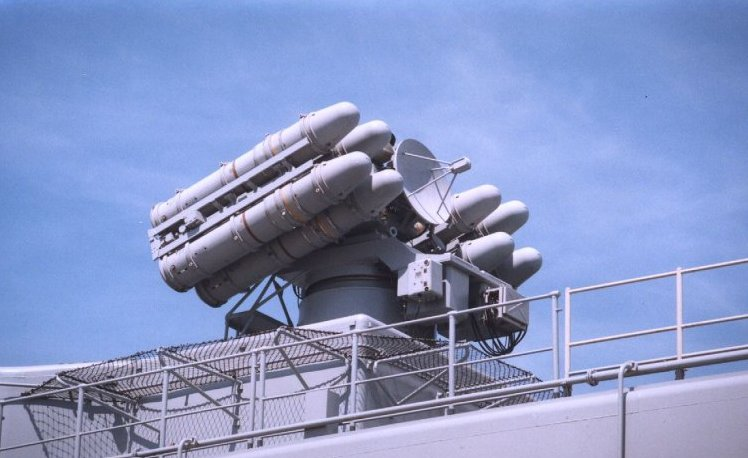
Il lanciamissili Crotale Navale, nella sua prima versione è stato installato solo sulla capoclasse

La difesa aerea si basa anzitutto sulla possibilità di evitare la scoperta, ma la nave è di dimensioni notevoli e non è molto veloce. Quindi, per dare sufficienti capacità di sopravvivenza è stato previsto un armamento antiaereo difensivo di tutto rispetto aggiungendo ai cannoni un sistema missilistico terra aria a corto raggio.
All'inizio era presente il Crotale Navale originario, con sistema di lancio ottuplo sistemato sull'hangar, ora in sostituzione con il Crotale NG di migliori prestazioni contro bersagli difficili. Questo usa il missile iperveloce VT-1, capace di giungere a 8 km entro 10 secondi dal lancio (almeno il 50% più rapido del modello base),e recapitando una testata a frammentazione di 10 kg con manovre fino a 30 g rese possibili sia dai comandi di volo che dall'energia cinetica più che doppia.
Caratteristiche principali del Crotale Navale:
- Peso: 85 kg, testata 15 kg
- Prestazioni: velocità mach 2,3, quota 5 m - 5 km, gittata 12 km
- Guida: radio con radar di inseguimento bersaglio

#### Armamento antisom
Questo, al pari dei sensori specifici, è presente solo come predisposizione, nel caso un giorno dovesse diventare prioritario. Per la difesa antisommergibile, la nave si affida soprattutto alla silenziosità e al Prairie-Masker per rendere difficile il lavoro di eventuali sottomarini ostili. La mancanza di un armamento ASW non consente però alle La Fayette di dare loro motivi di preoccupazione.

#### Elicottero

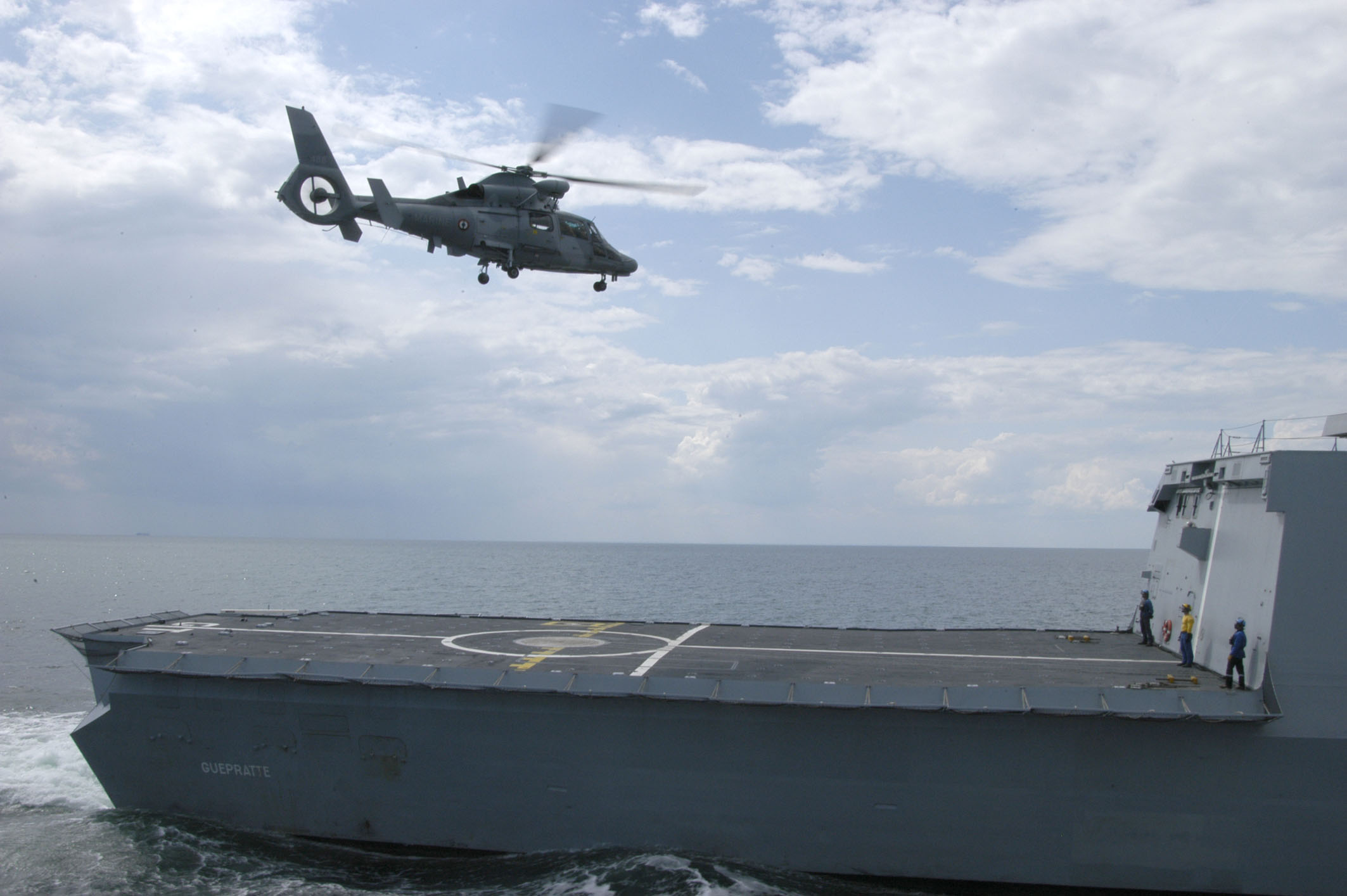
Panther in appontaggio sulla Guépratte

L'elicottero standard è l'Panther, evoluzione diretta del Dauphin. Benché la macchina sia della classe delle 5 tonnellate, può essere sistemato a bordo un velivolo anche di 12.
Le attrezzature per fare operare la macchina comprendono un sistema SAMAHE per il suo trasporto, agganciata su una specie di rotaia, tra l'hangar e il ponte di volo, migliorando la sicurezza in caso di maltempo. L'unico vero problema è che l'elicottero è singolo. Sarebbe stato auspicabile trovare spazio per due macchine, anche se di classe inferiore, specie considerando che le missioni delle La Fayette sono di lunga durata.
L'armamento si compone di mitragliatrici, 4 missili AS-15TT o 1, massimo 2 dei più potenti AM.39 Exocet.
Un armamento particolare, ma pur sempre generalmente presente a bordo, è infine il consistente contingente di fanti di marina o incursori, per i compiti più vari, incluso lo sbarco di contingenti in territori ostili, la lotta antipirateria, rinforzi di guarnigioni. Le La Fayette hanno in sostanza un proprio "esercito" dispiegabile ovunque, le cui armi (anche di tipo pesante, come missili SAM o controcarro) contribuiscono a difendere anche la nave stessa. Le capacità di trasporto sono sfruttabili anche per portare in salvo i profughi da zone di guerra.

## Servizio con la Marine Nationale
Le fregate La Fayette erano in origine previste in 6 esemplari, ma ne sono stati realizzati solo 5, per riduzioni di budget. L'elenco è il seguente:
| Marine nationale - classe La Fayette | Marine nationale - classe La Fayette | Marine nationale - classe La Fayette | Marine nationale - classe La Fayette | Marine nationale - classe La Fayette | Marine nationale - classe La Fayette  |
| Pennant number                       | Nome                                 | Impostazione in cantiere             | Varo                                 | Entrata in servizio                  | Intitolazione                         |
| ------------------------------------ | ------------------------------------ | ------------------------------------ | ------------------------------------ | ------------------------------------ | ------------------------------------- |
| F-710                                | La Fayette                           | 15 dicembre 1990                     | 13 giugno 1992                       | 22 marzo 1996                        | Gilbert du Motier de La Fayette       |
| F-711                                | Surcouf                              | 6 luglio 1992                        | 3 luglio 1993                        | 7 febbraio 1997                      | Robert Surcouf                        |
| F-712                                | Courbet                              | 15 settembre 1993                    | 12 marzo 1994                        | 1º aprile 1997                       | Ammiraglio Amédée Courbet (1827–1885) |
| F-713                                | Aconit                               | 5 agosto 1996                        | 8 giugno 1997                        | 6 giugno 1999                        | Corvetta FFL Aconit (K58)             |
| F-714                                | Guépratte                            | 1º ottobre 1998                      | 3 marzo 1999                         | 27 ottobre 2001                      | Émile Guépratte                       |

In mare le La Fayette hanno dimostrato di avere buone qualità nautiche. Sono molto stabili in condizioni di onda lunga, grazie alla presenza dell'impianto di stabilizzazione computerizzato che non serve solo per agevolare le operazioni con l'elicottero, ma anche per la migliore resa dei sensori di bordo. Inoltre la nave, concepita con criteri stealth, ha la necessità di essere sempre verticale sul mare, perché la riduzione della superficie riflettente per il radar (Radar Cross Section o RCS) è legata soprattutto alle angolazioni sulla verticale. Il movimento del mare con onda corta causa maggiori problemi, come è assai naturale per unità non molto lunghe come le La Fayette.

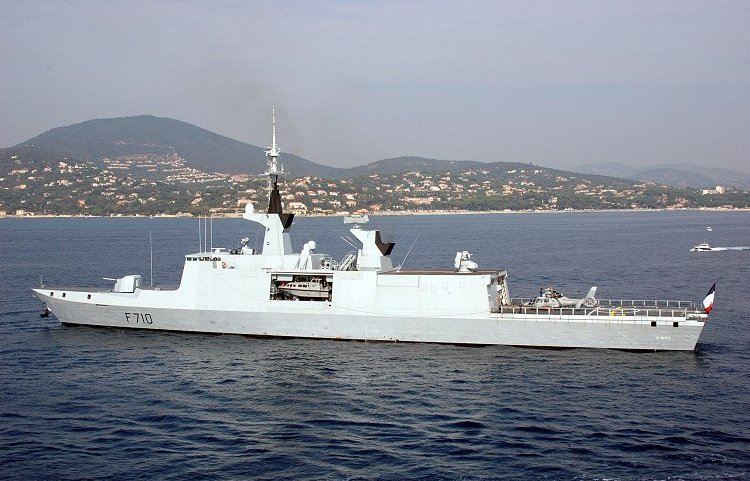
Immagine della capoclasse. In evidenza la sistemazione delle lance di bordo

Il primo biennio ha visto la capoclasse percorrere complessivamente 98.500 miglia nautiche, oltre 160.000 km, visitando numerosi porti internazionali.
La cronologia dettagliata dell'attività della La Fayette ha visto:
- 1995: test di resistenza alle esplosioni subacquee, pienamente superato[7]. Nello stesso anno, venne presentata al salone IDEX di Abu Dhabi, suscitando grande interesse[7].
- 1998-1999: scali a Singapore, Madras, Chittagong, esercitazioni in Estremo Oriente
- 2001: missione di lunga durata in Estremo Oriente, la seconda della nave, iniziata nel mese di febbraio e caratterizzata da numerose esercitazioni aeronavali[7].
- 2002: Partecipazione alla Mission Héracles, mirata alla sorveglianza contro i traffici navali di rinforzo al terrorismo, organizzata in maniera collaterale a Enduring Freedom[7].
- 2003: esercitazioni varie con navigazione assieme ad altre navi francesi e tedesche.
- 2004: partecipazione alla missione Licorne, in Costa d'Avorio[7].
- 2005: partecipazione a Operazione Enduring Freedom, con la sorveglianza del traffico navale tra il Pakistan e l'Arabia Saudita, nonché esercitazioni combinate con le forze armate indiane e mezzi navali francesi di vario genere.
- 2006: Missione Baliste, ovvero evacuazione dal Libano di 200 persone durante la guerra d'estate tra Hezbollah e Israele[7]. Nel mese di settembre, durante il transito nel golfo di Aden in rotta verso la Malesia, la nave ha acconsentito all'atterraggio sul proprio ponte di un elicottero Alouette della Marina Indiana, che ha portato il pezzo di ricambio per l'elicottero Panther/Dauphin fermo per avaria[7]. L'ottobre successivo ancora una visita a Singapore, durante la quale vi è stato l'incontro con la Formidable, capoclasse delle navi "gemelle" ordinate dal piccolo Paese asiatico[7].

L'aspetto avveniristico di queste navi - generalmente considerate tra le più belle esistenti - non ha mancato di sollevare interesse nel grande pubblico, come si nota dal fatto che la capoclasse è entrata nel "cast" del film Agente 007 - GoldenEye, ma maggiore importanza è stata data ai giudizi di tecnici e progettisti, e infatti le navi europee successive ne sono state certamente influenzate, grazie alla dimostrazione pratica delle costruzioni con caratteristiche stealth, che prima erano o parzialmente applicate, o utilizzate per navi di piccolo tonnellaggio, per lo più sperimentali.

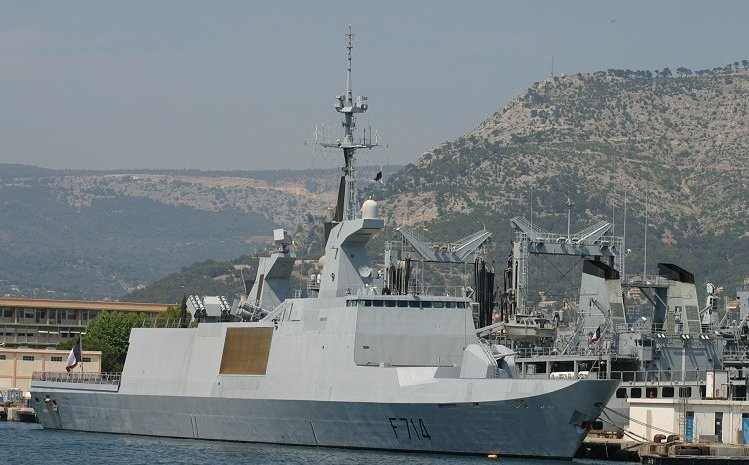
La Guépratte nel porto di Tolone - Francia.

Le La Fayette sono normalmente utilizzate per azioni di intensità medio-bassa. Non avendo sensori e armi ASW non sono interessate generalmente a teatri operativi in cui si possa affrontare avversari dotati di sommergibili. Non avendo un armamento poderoso, si affidano alla "discrezione" molto di più di altre navi, ed effettivamente hanno le caratteristiche giuste per questo scopo.
I cacciatorpediniere classe Arleigh Burke, le uniche grandi navi che hanno preceduto in servizio le La Fayette con progettazione marcatamente influenzata dalle esigenze di bassa osservabilità, sono certamente molto più in grado di difendersi attivamente, ma con un apparato a turbina da 10 volte più potente di quello diesel delle navi francesi hanno una segnatura termica molto maggiore, come anche il consumo del carburante sia calcolato come raggio di azione che autonomia.
Nondimeno, le La Fayette base sono pur sempre degli "scatoloni" ricchi di spazio, ma esse con un solo radar di scoperta a medio raggio, un sistema ESM, 1 IRST (Infra-red search and track - sistema di ricerca a infrarossi), 2 radar di navigazione, 2 sistemi di controllo del tiro e 2 lanciatori di chaff.
Le possibilità di crescita, dato il volume disponibile, sono peraltro considerevoli, e sia la marina francese che soprattutto i committenti esteri ne approfittano con programmi di aggiornamento anche molto estesi, aumentando notevolmente le capacità originarie.

## Sviluppi

### Francia: MBDA Aster ed NH90

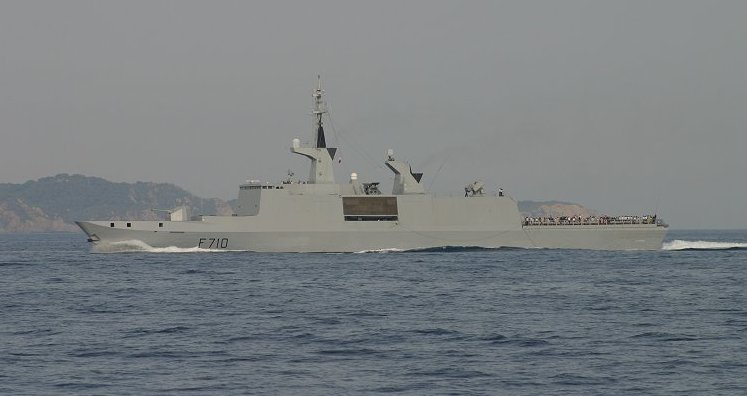
Ancora un'altra immagine integrale della capoclasse, che offre l'occasione di osservare anche la disposizione delle lance di bordo, normalmente celate da una copertura per ragioni di stealthness

Nonostante la loro complessiva modernità, le La Fayette sono entrate in servizio con armamenti ed equipaggiamenti ridotti e per giunta inferiori a quanto previsto in sede progettuale. Come spesso accade a causa del costo di tali «accessori», la realizzazione della nave è solo raramente accompagnata da tutto quello che è previsto per le sue dotazioni standard, che ci si riserva di completare quando vi saranno soldi disponibili, in genere in occasione dei lavori di revisione.
Per esempio, il lanciamissili Crotale doveva essere il modello NG con missili VT-1 e nuova elettronica, ma almeno la capoclasse ha ricevuto il Crotale originale, con missile del 1971. Nonostante la gittata massima sia praticamente analoga, la capacità di contrasto contro bersagli ad alte prestazioni è marcatamente inferiore rispetto alle armi di nuova generazione.
Anche nel settore antinave, la prevista dotazione di 2 lanciamissili quadrupli MM.40 Exocet non è stata inizialmente rispettata, tanto che le foto dei primi anni mostravano solo 2 MM.38 in impianti singoli (riconoscibili dai lanciatori quadrati). I missili Crotale di prima generazione e i 2 MM.38 Exocet riducono la potenza delle navi in maniera considerevole. Ma se questi sono i problemi, legati essenzialmente a contingenze economiche, le possibilità di crescita sono l'altra faccia della medaglia.
La nave ha le predisposizioni tecniche per sistemi ASW (sonar e siluri), anche se non è previsto che verranno realmente esercitate.
Un aggiornamento certo comporta l'adozione dell'NH90, elicottero da 9 tonnellate, capace di operare con sofisticati sensori, siluri e missili antinave in missioni multiruolo, inclusa la lotta ASW che il più piccolo Panther non può svolgere perché, pur essendo un tipo moderno, non ha equipaggiamento adatto. L'NH90 è un velivolo di nuova generazione con massa doppia, quindi le sue capacità complessive sono molto superiori, ed è anche moderatamente stealth.
L'altra notevole possibilità di crescita è legata al miglioramento delle capacità contraeree, con il missile ASTER-15, il che significa anche la sostituzione del DVRB-15 con il Thomson-CSF ARABEL (Antenne Radar À Balayage Éléctronique), radar da ricerca tridimensionale e guida missili di nuova generazione.
Esso è caratterizzato da un'antenna di tipo Phased-array (ovvero una schiera di dipoli a scansione di fase per espletare la ricerca in quota), le cui caratteristiche salienti sono:
- antenna rotante a 30-40 giri al minuto
- portata di oltre 100 km, 50 contro missili da 0,1 m² di RCS *copertura in elevazione fino a 70 gradi
- tracciabilità di oltre 120 bersagli, con inseguimento simultaneo di 60
- ingaggio contemporaneo di 10 bersagli, con un massimo di 16 missili guidati contemporaneamente, (praticamente tutta la dotazione di bordo). Il precedente sistema Crotale può ingaggiare un solo bersaglio alla volta.

Il radar opera in banda I (8–10 GHz) con ampie capacità di controllo aereo e resistenza ai disturbi, ma soprattutto questo nuovo sistema permette anche il controllo dei missili ASTER, integrando la funzione di scoperta con quella guidamissili. Gli ASTER vengono guidati in prossimità dei bersagli da comandi radio, poi azionano il radar di ricerca della loro testata (sono molto simili al MICA aeroportato), e lo ingaggiano.
Non vi è più bisogno di radar guidamissili, che limitano il numero di bersagli ingaggiabili, anche se ciò viene ottenuto con radar e armi che sono molto più sofisticati e costosi. Sulle navi maggiori l'ARABEL si trova spesso utilizzato per il controllo del tiro SAM, associato a radar più potenti, come l'EMPAR italo-britannico, che ha maggiore portata operativa, ma pesa e costa molto di più dell'ARABEL.
I missili MBDA ASTER-15, bistadio, hanno una massa di 300 kg, molto maggiore di quella delle altre armi a corto raggio, pertanto la portata, nominalmente 15 km, dipende in realtà dal tipo di bersaglio e varia tra i 7 e i 30. Una volta lanciati dai pozzi verticali, i missili si vettorano rapidamente contro i bersagli, con un sistema noto come PIF-PAF, ovvero controllo tramite alette che deviano il getto del razzo facendo puntare subito il missile verso l'obiettivo e riducendo molto la portata minima. Le distanze di tiro effettivo e la possibilità di ingaggiare rapidamente bersagli a giro d'orizzonte con ingaggi multipli danno alle La Fayette una effettiva capacità di difesa d'area, ovvero non limitata alla sola autodifesa.
I lanciatori per gli ASTER, chiamati Sylver, saranno presenti in 2 moduli da 8 colpi l'uno, sistemati sul ponte di coperta immediatamente dietro il cannone da 100 mm, spiegando così la presenza del "rialzo" come la predisposizione per questi sistemi (che essendo verticali, occupano almeno 2 ponti). Oltretutto gli Aster non impedirebbero che venga mantenuto il Crotale, come utile sistema di back-up per la difesa ravvicinata, perché il lanciamissili è a poppa. Il Crotale, specialmente nel modello NG, ha ancora prestazioni molto apprezzabili contro attacchi non troppo sofisticati, e la dotazione di una ventina di missili sarebbe, anche in termini quantitativi un prezioso aiuto per gli Aster, eccellenti armi antiaeree, ma presenti in soli 16 esemplari.
Gli sviluppi del progetto basico intesi come navi di nuova costruzione per clienti esteri sono pure molto interessanti, anche se sono andati in direzioni differenti, dimostrando come le potenzialità di una nave possano essere sviluppate o svilite a seconda del contesto generale.

### Taiwan: la classe Kang Ding
Tra i programmi di aggiornamento delle forze armate di Taiwan (la "Cina nazionalista", in perenne tensione con la Cina comunista), ci fu a un certo punto anche l'impellenza di sostituire molte navi obsolete, per lo più cacciatorpediniere statunitensi della seconda guerra mondiale, unità aggiornate ma pur sempre molto vecchie. Ma l'embargo che la Cina ha di fatto posto a Taiwan può essere rotto con relativa disinvoltura solo dagli USA, a riprova di quanto verificatosi nel caso dei programmi per i nuovi sommergibili convenzionali, dove di fatto nessuna unità di questo tipo venne fornita a Taiwan.
In quel caso il motivo fu duplice: da un lato gli USA, supponendo che venisse presa la decisione politica di fornire sommergibili, non hanno più le competenze per navi a propulsione diesel-elettrica, visto che da decenni le unità subacquee statunitensi sono esclusivamente nucleari, e questa ultima tecnologia non potrebbe essere fornita ad un paese che potrebbe un giorno farla cadere nelle mani della Cina. Dall'altro vi sono nazioni come la Germania che seppure tecnicamente capaci, politicamente non sarebbero in grado di sostenere le pressioni diplomatiche e commerciali cinesi. Di fatto, negli ultimi 30 anni i costruttori di sottomarini di tutto il mondo non hanno fornito altri vascelli ai taiwanesi, oltre ai 2 vecchi battelli che ha in suo possesso (che devono confrontarsi con oltre 70 sottomarini nemici). Il fatto che a suo tempo sia stata una nazione 'minore' come i Paesi Bassi a fornire 2 (Zwaardvis), spiega bene l'aumento di importanza che la Cina ha avuto in questi ultimi anni.
La Francia corse il rischio nei primi anni novanta, fornendo ai taiwanesi un grande quantitativo di armi, (esclusi i sottomarini), ma la reazione diplomatica cinese fece sì che l'operazione non venisse ripetuta. Tra le forniture francesi vi furono 6 fregate La Fayette modificate, nate con uno dei 2 programmi KANGHWA per le nuove costruzioni navali (l'altro è stato risolto con fregate americane classe Oliver Hazard Perry modificate). In questo frangente le La Fayette sono chiamate, a compiti di prima linea e non certo di sorveglianza in acque remote, pertanto il progetto si evolse di conseguenza.
Originariamente la commessa, per alcune corvette missilistiche moderne, avrebbe dovuto essere stata realizzata dai sud-coreani, ma le trattative fallirono.
Le navi del programma KANGWA-2, note come classe Kang Ding, sono state ordinate in 6 esemplari, tutti costruiti in Francia. I piani per costruirne altre 10 in Taiwan sono stati abbandonati, e forse mai presi seriamente in considerazione. L'indisponibilità sudcoreana a cedere la costruzione su licenza è stato uno dei motivi per cui ci si rivolse alla Francia, ma senza giungere a risolvere questo problema.
Le navi, in servizio a partire dal 1996, sono:
| Zhōnghuá Mínguó Hǎijūn - classe Kang Ding (MOP-1) | Zhōnghuá Mínguó Hǎijūn - classe Kang Ding (MOP-1) | Zhōnghuá Mínguó Hǎijūn - classe Kang Ding (MOP-1) | Zhōnghuá Mínguó Hǎijūn - classe Kang Ding (MOP-1) | Zhōnghuá Mínguó Hǎijūn - classe Kang Ding (MOP-1) |
| Pennant number                                    | Nome                                              | Impostazione in cantiere                          | Varo                                              | Entrata in servizio                               |
| ------------------------------------------------- | ------------------------------------------------- | ------------------------------------------------- | ------------------------------------------------- | ------------------------------------------------- |
| 1202                                              | Kang Ding                                         | 1º agosto 1993                                    | 12 marzo 1994                                     | 24 maggio 1996                                    |
| 1203                                              | Si Ning                                           | 28 marzo 1994                                     | 5 novembre 1994                                   | 12 ottobre 1996                                   |
| 1205                                              | Kun Ming                                          | 7 novembre 1994                                   | 13 maggio 1995                                    | 26 febbraio 1997                                  |
| 1206                                              | Di Hua                                            | 1º luglio 1995                                    | 26 novembre 1995                                  | 8 agosto 1997                                     |
| 1207                                              | Wu Chang                                          | 1º luglio 1995                                    | 26 novembre 1995                                  | 16 dicembre 1997                                  |
| 1208                                              | Chen Du                                           | 27 dicembre 1995                                  | 2 agosto 1996                                     | 19 marzo 1998                                     |

Il programma per queste unità, conosciuto in Francia come BRAVO è iniziato nel 1991. Sebbene completato in termini tecnici, attualmente è oggetto di grave scandalo con una richiesta di risarcimento danni presentata nel 2003 dalla marina Taiwanese che accusa la Thomson-CSF (ora Thales) di corruzione. Lo scandalo è ancora più grave perché nel corso delle indagini è stato condannato un funzionario taiwanese, accusato dell'omicidio avvenuto nel 1993 di un ufficiale della marina che stava per rivelare le tangenti distribuite nel corso della firma del contratto. L'attuale presidente di Taiwan ha definito lo scandalo una "disgrazia nazionale", anche se è tutt'altro che un'eccezione nelle transazioni commerciali in Estremo Oriente
Gli equipaggiamenti delle Kang Ding differiscono molto da quelli delle similari navi francesi. I radar principali sono 2, uno dei quali è il Thomson-CSF JUPITER II in banda L, lo stesso sistema dei cacciatorpediniere francesi classe Cassard, mentre per la ricerca a breve raggio vi è TRITON-G in Banda C e i soliti CASTOR per il tiro. Presenti, come principale novità, anche 2 sonar: uno a scafo SPHERION e uno rimorchiato ATAS. Queste navi devono infatti fronteggiare la potente (anche se obsoleta) componente di sottomarini cinesi.
Infine vi è anche un sistema ECM attivo, della locale azienda elettronica CSTI.
Tutti i sensori, che per quanto concerne quelli principali sono passati da 1 a 4, sono controllati da un sistema C3 (ovvero comando, controllo, comunicazioni) TACIVAC-2000 (il SENIT-7 per l'export) con consolle ad alta risoluzione VISTA. Tutto questo ha apportato una notevole miglioria rispetto alla dotazione delle navi francesi.
L'armamento è basato su quanto disponibile a Taiwan. La Francia non ha potuto o voluto fornire anche le armi per le navi vendute ai taiwanesi, i quali a loro volta sono in grado di produrre armamenti tutt'altro che disprezzabili. L'elenco è dato dai sistemi seguenti:
- Cannone compatto da 76/62 mm a prua
- 2 mitragliere da 40/70 mm Bofors ai lati dell'hangar
- le armi per la difesa ravvicinata comprendono anche 2 cannoni da 20 mm Type 75 e un CIWS Vulcan Phalanx sull'hangar, al posto quindi del Crotale,.
- 8 missili antinave Hsiung Feng-2, che hanno un turbogetto, con l'aumento del raggio d'azione dai 40 km del primo modello a più di 160. Essi sono sempre sistemati tra le alberature (più basse rispetto all'originale), come sulle navi francesi.
- L'armamento con missili superficie-aria è dato da un vecchio lanciatore Sea Chaparral, sistemato sul ponte prodiero dietro il cannone, dopo essere stato rimosso dalle vecchie unità dismesse dal servizio.
- Un'innovazione rispetto all'originale francese sono stati i lanciasiluri tripli Mk 32 con 3 canne da 324 mm.

Nonostante l'aumento dei cannoni, la carenza di buone capacità antiaeree dovuta al sistema missilistico ha provocato molte critiche, tanto che le navi vengono spesso definite "pattugliatori portuali" per la loro inadeguatezza a fronteggiare minacce aero-missilistiche complesse.
Esistono peraltro piani per equipaggiarle con i missili Tien Chien 2 da 70 km di gittata, con lanciatori verticali, e il relativo radar Tien Bing. Tutti questi lavori di aggiornamento sono estremamente costosi, ma se verranno portati in fase concreta, allora le Kang Ting diverrebbero le più potenti fregate mai costruite dai francesi, eccetto la nuova classe Orizzonte, in realtà considerabile un cacciatorpediniere missilistico, e comunque di realizzazione franco-italiana.

### Arabia Saudita: classe AL RIYADH
Le La Fayette sono state ordinate in 3 esemplari anche dall'Arabia Saudita, con il nome di classe Al Riyadh, costituita da esemplari ordinati con specifiche determinate nei dettagli già nel 1991, all'indomani dell'Operazione Desert Storm. Esse erano originariamente note come F 3000S (Saudi) e hanno fatto seguito alle Medina o F-2000, degli anni ottanta.
Le navi saudite sono entrate in servizio a partire dal 2002.
| Forze Navali Reali Saudite - classe F 3000 S | Forze Navali Reali Saudite - classe F 3000 S | Forze Navali Reali Saudite - classe F 3000 S | Forze Navali Reali Saudite - classe F 3000 S | Forze Navali Reali Saudite - classe F 3000 S |
| Pennant number                               | Nome                                         | Impostazione in cantiere                     | Varo                                         | Entrata in servizio                          |
| -------------------------------------------- | -------------------------------------------- | -------------------------------------------- | -------------------------------------------- | -------------------------------------------- |
| 812                                          | Al Riyadh                                    | 1999                                         | agosto 2000                                  | luglio 2002                                  |
| 814                                          | Makkah                                       | 2000                                         | 20 luglio 2001                               | 2003                                         |
| 816                                          | Al Dammam                                    | 2001                                         | settembre 2002                               | 2004                                         |

Le navi hanno una dotazione di sensori e armi di vario tipo, comprendenti un radar ARABEL da scoperta e controllo del tiro a medio raggio, abbinato ad un radar Thomson-CSF (ora Thales) JUPITER ER TRS 3011, con funzione di scoperta tridimensionale e portata di oltre 380 km (il Tiger arriva tipicamente a 110 km contro un caccia, circa 180-200 contro macchine più grandi). L'antenna di questo sistema è larga 7,315 m, alta 3 m e pesante 1550 kg, ruota a 7,5 o 15 giri al minuto, con banda di emissione L.
Trattandosi di un sistema a lungo raggio, di categoria superiore a quanto disponibile sulle navi francesi similari, la sua unione all'ARABEL (che sebbene più moderno, è anche un sistema di categoria inferiore) dà una dotazione di scoperta e combattimento antiaereo enormemente superiore al solo Tiger/DVRB-15.
L'armamento comprende un cannone da 100 mm, 16 missili ASTER-15 (le prime navi entrate in servizio con tale arma dopo la portaerei de Gaulle) e predisposizioni per altrettanti e/o la possibilità di adottare i lanciatori verticali per i più grandi ASTER-30, 8 missili MM.40 Exocet, 2 cannoni da 20 mm, e infine 4 tubi di lancio per siluri pesanti da 533 mm doppio ruolo ASW/ASV.
Le fregate sono state equipaggiate con una dotazione completa anche per la guerra elettronica, che comprende, oltre a sistemi passivi, lanciatori falsi bersagli ed ESM, anche un disturbatore attivo SALAMANDRE 2.
L'elicottero è ancora una volta il veloce Dauphin, del tipo AS-365F ordinato in origine assieme alle Medina, in 24 esemplari. Esso ha sia sensori di combattimento antinave, il radar AGRION-15 con i missili assegnati AS-15TT, che sensori ASW con siluri Mk 46.
I sistemi di comando sono costituiti dalla versione export del SENIT-7 (TACIVAC 2000) in una delle ultime sottoversioni.
I motori sono della stessa famiglia di quella delle La Fayette, ma con 16 cilindri, una versione intermedia tra il tipo a 12 e quello a 20 delle fregate canadesi Halifax.
Nondimeno, almeno in questo campo si è registrato un regresso, sia pure leggero, con la velocità massima scesa a 24,5 nodi. Questo a causa dell'incremento di stazza, che è passata a 3800 t standard e addirittura a 4650 t a pieno carico, mentre le dimensioni massime sono state incrementate a 133x17 m, ovvero 9 e 1,6 metri in più.
Le F-3000 S/Al Riyadh sono le navi più potenti e moderne della flotta saudita il cui personale (per lungo tempo molto inferiore all'entità degli armamenti disponibili, specialmente quelli più sofisticati, cosa comune anche alle altre Armi) è in continua crescita, essendo passato da 1000 effettivi nel 1974, a 4400 nel 1985 e fino a 9500 nel 1991 comprensivo di 1500 marine. L'inizio dell'espansione delle capacità e della forza in organico è stato determinato a suo tempo, proprio dalle Medina (che richiedevano non meno di 750 uomini solo per gli equipaggi a bordo), la prima vera classe d'alto mare saudita.

### Singapore: classe Formidable
Un ulteriore successo si è ottenuto con Singapore. Questo mini-Stato ha una superficie di poco superiore a 600 km², ciò nondimeno la sua popolazione supera i 5 milioni di abitanti e la ricchezza pro-capite è molto elevata.
Determinato a non subire un'altra occupazione straniera, come avvenne ad opera dei giapponesi nel 1942, esso ha un'incredibile e sproporzionata forza militare, che rende necessario tenere permanentemente parte di questa fuori dai confini nazionali per carenza di spazio. Singapore potrebbe teoricamente persino invadere la Malaysia, e tra i recenti ordini per l'ammodernamento delle sue forze armate vi è anche quello per 6 fregate classe Formidable, basate sulle La Fayette ed equipaggiate con sistemi d'arma specifici. Vi è un cannone da 76 mm, 8 missili Harpoon, e come le navi saudite, hanno anche i lanciatori SYLVER per i nuovi missili SAM Aster-15. Una cosa su cui le 'Formidable' sono superiori alle altre navi della famiglia, giustificando appieno il loro nome, è la potenza maggiore dei motori, per una velocità massima di 27 nodi e un'autonomia, malgrado la potenza erogata, di 7200 miglia, (per esempio, le "Lupo" italiane raggiungono le 4000 miglia a 20 nodi).
La prima nave, la RSS Formidable, è stata costruita nei cantieri DCN, ma le altre sono costruite dai cantieri locali della Singapore Technologies Marine.
| Republic of Singapore Navy - classe Delta | Republic of Singapore Navy - classe Delta | Republic of Singapore Navy - classe Delta | Republic of Singapore Navy - classe Delta | Republic of Singapore Navy - classe Delta |
| Pennant number                            | Nome                                      | Impostazione in cantiere                  | Varo                                      | Entrata in servizio                       |
| ----------------------------------------- | ----------------------------------------- | ----------------------------------------- | ----------------------------------------- | ----------------------------------------- |
| 68                                        | Formidable                                | 2002                                      | 7 gennaio 2004                            | 2005                                      |
| 69                                        | Intrepid                                  | 2003                                      | 3 luglio 2004                             | 2005                                      |
| 70                                        | Steadfast                                 | 2003                                      | 28 gennaio 2005                           | 2005                                      |
| 71                                        | Tenacious                                 | 2004                                      | 15 luglio 2005                            | 2006                                      |
| 72                                        | Stalwart                                  | 2004                                      | 9 dicembre 2005                           | 2006                                      |
| 73                                        | Supreme                                   | 2005                                      | 9 maggio 2006                             | 2007                                      |

Questo contratto porta i successi di export delle La Fayette e derivate a 15 navi complessive, una in più della classe Lupo del 1978 (anche se 4 non vennero consegnate, causa embargo all'Iraq).
Ma gli anni settanta-ottanta erano molto interessanti per l'industria cantieristica, mentre il dopo-guerra fredda ha comportato una generale, drastica riduzione delle nuove costruzioni militari, per cui i successi commerciali ottenuti sono proporzionalmente assai notevoli.
La velocità, inferiore di 10 nodi rispetto a quella delle Lupo del 1978, costituisce un segno dei tempi, compensata dalla maggiore autonomia e dalla stealthness. Anche in altri campi, come quello dei bombardieri, si è arrivati a simili conclusioni: il B-2 Spirit, per esempio, ha migliori capacità del B-1 pur essendo subsonico.
Da segnalare anche un progetto derivato dalla La Fayette, proposto a suo tempo come "FF-1000". Si trattava di una fregata leggera da 1450 t, motori diesel con massima velocità di 25 nodi e autonomia di 5000 miglia a 15, missili Exocet, Crotale, elicottero e cannone di medio calibro. Destinate a sostituire le navi del tipo "A-69", sarebbero state fregate leggere da 87 m di lunghezza, che tuttavia, onde accomodare tutte le armi e i sensori di bordo si sarebbero ritrovate armate di un'arma da 76 mm piuttosto che il tradizionale e più potente pezzo da 100. In contrasto con le loro sorelle maggiori, non hanno avuto nessun successo commerciale.